# Strażnica KOP „Szczęsnówka”

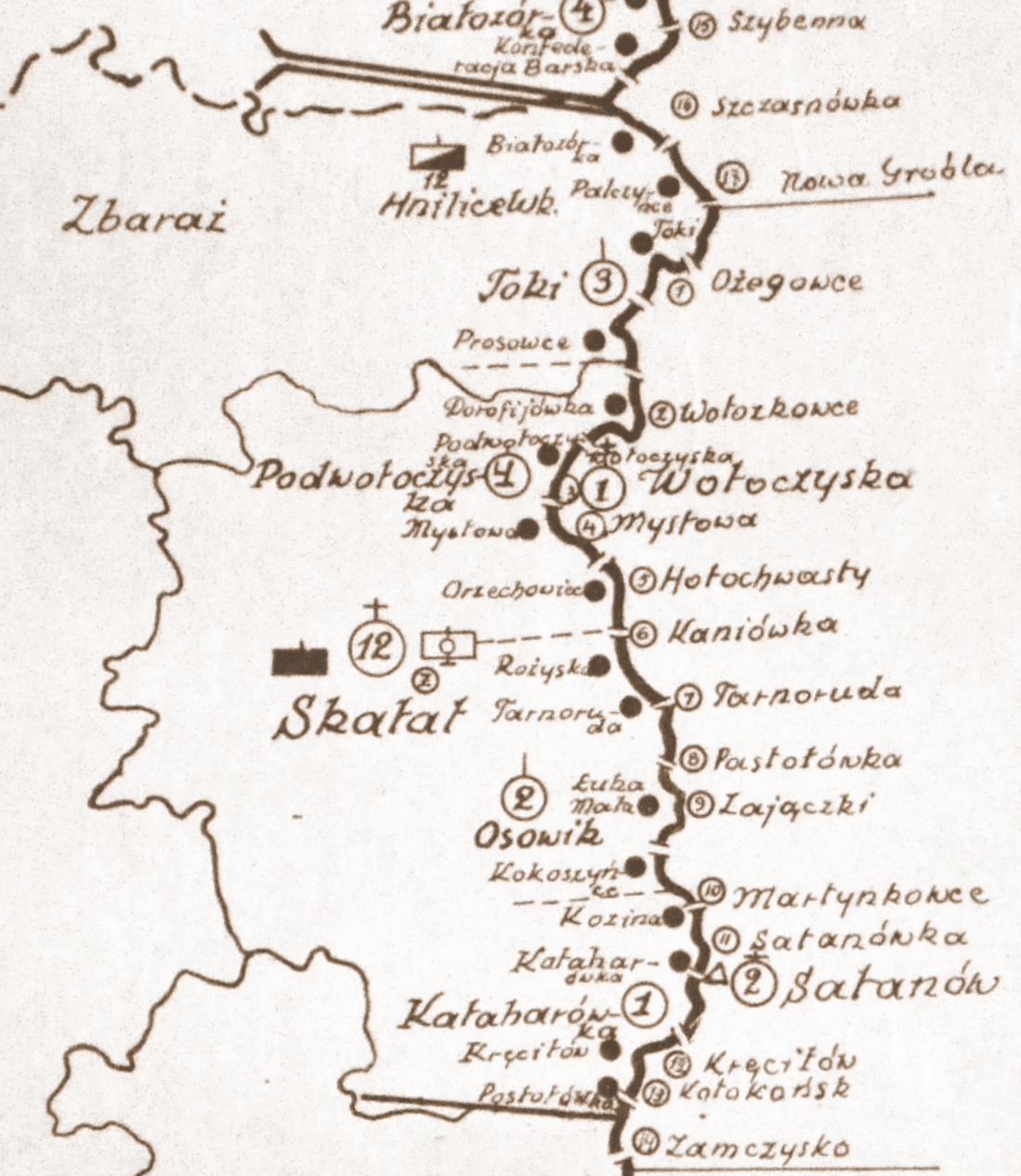
Rozmieszczenie batalionu KOP „Skałat” w 1931

Strażnica KOP „Szczęsnówka” – zasadnicza jednostka organizacyjna Korpusu Ochrony Pogranicza pełniąca służbę ochronną na granicy polsko-sowieckiej.

## Formowanie i zmiany organizacyjne
W 1925, w składzie 4 Brygady Ochrony Pogranicza, został sformowany 12 batalion graniczny. W 1928 w skład batalionu wchodziło 17 strażnic, w tym strażnica KOP „Białozórka”. Strażnica funkcjonowała w strukturze organizacyjnej 3 kompanii granicznej KOP „Toki” . Później strażnicę przeniesiono do Szczęsnówki (przemianowano (?) na strażnicę KOP „Szczęsnówka”). Strażnica liczyła około 18 żołnierzy i rozmieszczona była przy linii granicznej z zadaniem bezpośredniej ochrony granicy państwowej.
W 1932 obsada strażnicy zakwaterowana była w budynku popolicyjnym. Strażnicę z macierzystą kompanią łączyła droga polna długości 10,5 km.

## Służba graniczna
Podstawową jednostką taktyczną Korpusu Ochrony Pogranicza przeznaczoną do pełnienia służby ochronnej był batalion graniczny. Odcinek batalionu dzielił się na pododcinki kompanii, a te z kolei na pododcinki strażnic, które były „zasadniczymi jednostkami pełniącymi służbę ochronną”, w sile półplutonu. Służba ochronna pełniona była systemem zmiennym, polegającym na stałym patrolowaniu strefy nadgranicznej, wystawianiu posterunków alarmowych, obserwacyjnych i kontrolnych stałych, patrolowaniu i organizowaniu zasadzek w miejscach rozpoznanych jako niebezpieczne, kontrolowaniu dokumentów i zatrzymywaniu osób podejrzanych, a także utrzymywaniu ścisłej łączności między oddziałami i władzami administracyjnymi.
Strażnica KOP „Szczęsnówka” w 1932 ochraniała pododcinek granicy państwowej szerokości 4 kilometrów 750 metrów od słupa granicznego nr 1861 do 1866, a w 1938 pododcinek szerokości 6 kilometrów 400 metrów od słupa granicznego nr 1861 do 1868.
Sąsiednie strażnice:
- strażnica KOP „Konfederacja Barska” ⇔ strażnica KOP „Palczyńce” – 1928[3], 1929[4], 1931[5] , 1932[6], 1934[7], 1938[8]